# فرانكو مارفولي
فرانكو مارفولي مواليد 11 نوفمبر 1978 في زيورخ، هو دراج سويسري. شارك في دورة الألعاب الأولمبية الصيفية وفاز بميدالية أولمبية.

## الميداليات
| الميدالية | المسابقة                       |
| --------- | ------------------------------ |
| فضية      | الألعاب الأولمبية الصيفية 2004 |

## روابط خارجية
- فرانكو مارفولي على موقع أرشيف الدراجات (الإنجليزية)
- فرانكو مارفولي على موقع إحصائيات الدراجات الإحترافية (الإنجليزية)
- فرانكو مارفولي على موقع CycleBase (الإنجليزية)
- فرانكو مارفولي على موقع أوليمبيديا (الإنجليزية)